# Diandrae
Diandrae is een voormalige onderfamilie van de orchideeënfamilie, waarin alle orchideeën met bloemen met twee of drie helmknoppen (di = twee, anthera = helmknop) werden opgenomen. Dit in tegenstelling tot de Monandrae, de orchideeën met slechts één fertiel helmhokje.
In de hedendaagse taxonomie zijn de orchideeën opgesplitst in vijf onderfamilies. De benaming Diandrae wordt soms nog gebruikt om de twee meest primitieve onderfamilies, de Apostasioideae (twee of drie helmhokjes) en de Cypripedioideae (twee helmhokjes), aan te duiden.